# Антоничева, Анна Анатольевна
Анна Анато́льевна Анто́ничева (род. 8 октября 1973, Баку) — российская артистка балета. Прима-балерина Большого театра в 1993—2017 годах. Народная артистка России (2008).

## Биография
Родилась в Баку.
Училась в Бакинском хореографическом училище, затем, получив золотую медаль и приз зрительских симпатий Закавказского конкурса артистов балета (1988 год), проходившего в Баку, была принята в Московское хореографическое училище в класс Софьи Головкиной. Училище закончила в 1991 году и была принята в кордебалет Большого театра.
Свою первую главную партию — Ширин в «Легенда о любви» А. Меликова — станцевала в начале пятого сезона своей работы в Большом театре.
Немного работала под руководством Наталии Бессмертновой, готовила сольные партии с Мариной Кондратьевой, Екатериной Максимовой. Репетировала под руководством Светланой Адырхаевой.
Екатерина Максимова так отзывалась об Анне Антоничевой:

Анна Антоничева — ученица Марины Викторовны Кондратьевой, именно Кондратьева фактически сделала из неё балерину, очень много работала с ней. К Марине Викторовне Аня относится с большим уважением и глубокой благодарностью. Антоничева пришла ко мне сложившейся балериной. Антоничева с первого взгляда поражает необыкновенной, фантастической красотой ног и фигуры, но она никогда не полагается только на свои природные данные — чрезвычайно требовательна к себе, выкладывается всегда на сто процентов. Аня никогда в жизни не позволяет себе работать «вполноги», ничего не пропускает, никаких поблажек себе не даёт. Репетирует много, перед каждым спектаклем — и всегда в полную силу. Антоничева просто колоссальная труженица с железной силой воли. Редкий человек — её не заставлять, а удерживать надо. Поразительное чувство ответственности, обязательности. — Е. С. Максимова

## Творчество

### Репертуар вБольшом театре[2]
- «Лебединое озеро» П. И. Чайковского, хореография А. Горского, М. Петипа, Л. Иванова — Одетта-Одиллия, Венгерская невеста (в редакции Ю. Григоровича), Принцесса-Лебедь (в редакции В. Васильева)
- «Спящая красавица» П. И. Чайковского, хореография М. Петипа в редакции Ю. Григоровича — Принцесса Аврора, Фея Нежности, Фея Золота, Принцесса Флорина
- «Жизель» А. Адана, хореография Ж. Коралли, Ж. Перро, М. Петипа (в редакциях В. Васильева, Ю. Григоровича) — Жизель, Мирта
- «Легенда о любви» А. Меликова, хореография Ю. Григоровича — Ширин
- «Спартак» А. Хачатуряна, хореография Ю. Григоровича — Фригия
- «Золотой век» Д. Шостаковича, хореография Ю. Григоровича — Рита
- «Ромео и Джульетта» С. Прокофьева, хореография Л. Лавровского — Джульетта
- «Любовью за любовь» Т. Хренникова, хореография В. Боккадоро — Геро
- «Сильфида» Х. С. Лёвенскьольда, хореография А. Бурнонвиля — Сильфида
- «Баядерка» Л. Минкуса, хореография М. Петипа, В. Чабукиани в редакции Ю. Григоровича — Никия, Третья вариация в картине «Тени»
- «Раймонда» А. К. Глазунова, хореография М. Петипа в редакции Ю. Григоровича — Раймонда, Генриетта, Первая вариация в картине «Грёзы Раймонды»
- «Дон Кихот» Л. Минкуса, хореография М. Петипа, А. Горского в редакции А. Фадеечева — Китри
- «Корсар» А. Адана, хореография М. Петипа, постановка и новая хореография А. Ратманского и Ю. Бурлаки — Медора
- «Шопениана» на музыку Ф. Шопена, хореография М. Фокина — Мазурка, Седьмой вальс и Прелюд
- «Пламя Парижа» Б. Асафьева в постановке А. Ратманского с использованием хореографии В. Вайнонена — Мирей де Пуатье (первая исполнительница)
- «Собор Парижской богоматери» М. Жарра, хореография Р. Пети — Эсмеральда
- Большое классическое па из балета «Пахита» Л. Минкуса, хореография М. Петипа, постановка и новая хореографическая редакция Ю. Бурлаки — Вариация (была в числе первых исполнителей балета)
- «Сон в летнюю ночь» на музыку Ф. Мендельсона-Бартольди и Д. Лигети, хореография Дж. Ноймайера — Иполита / Титания
- «Класс-концерт» на музыку А. Глазунова, А. Лядова, А. Рубинштейна, Д. Шостаковича, хореография А. Мессерера — Солистка
- «Кончерто барокко» на музыку И.-С. Баха, хореография Дж. Баланчина — Солистка (первая исполнительница в Большом театре)
- «Симфония до мажор» на музыку Ж. Бизе, хореография Дж. Баланчина — Солистка II, IV частей (была в числе первых исполнителей в Большом театре)
- «Серенада» на музыку П. Чайковского, хореография Дж. Баланчина — Солистка
- «Агон» И. Стравинского, хореография Дж. Баланчина — Па-де-де
- «Herman Schmerman» Т. Виллемса, хореография У. Форсайта — Квинтет

### Театр им. Маяковского
- «Любовь глазами сыщика» П. Шеффера, С. Арцибашева[4]

## Признание и награды
- Заслуженная артистка Российской Федерации (1998)[2]
- Заслуженная артистка Республики Северная Осетия-Алания (2008)[2]
- Народная артистка России (2008)[1]
- Народная артистка Республики Северная Осетия-Алания (2013)[2]

Золотая медаль и первая премия на международном конкурсе артистов балета в г. Джексон, США (1998)